# ドリムゴード〜Knights in the Dark City〜
『ドリムゴード 〜Knights in the Dark City〜』は中西達郎が『月刊コミックブレイド』において2003年1月号から2005年10月号まで連載した漫画作品。同作家の初の連載作品。全5巻。
暗黒シティのどこかにあるという秘宝「ドリムゴード」を巡る物語が描かれる。最終話は「SIDE:B」（『コミックブレイド』掲載）と「SIDE:A」（単行本収録）の2つが存在し、内容が異なる。本編中で明かされない設定が多数存在するが、それらのうち幾つかは第5巻収録の用語辞典にて説明されている。2019年3月5日に作者個人ホームページで「SIDE:B」が掲載された。同じく、オリジナルの「SIDE:C」と銘打たれた物語も掲載。こちらは大きく内容が異なるが、本編では明かされない謎が明らかになる部分もある。

## あらすじ
ストーリーテラーのキィ＝ヒストウォーリーが物語の始まりを告げる。
宝暦2050年4月、大草原の中心に存在する巨大な街「暗黒シティ」のどこかにあるという秘宝「ドリムゴード」を見つけ出すための秘宝調査機関「ナイツ」が発足された。ドリムゴードを手に入れるためナイツに加入したクロラットとカタナは、ある時武装盗賊団「空虎」と戦闘となる。その場にあった謎の箱の協力により2人は空虎を撃退するが、騒ぎが収まると箱は消えていた。
箱の中身である人形を追う中で、クロラットとカタナはバスジャック事件に巻き込まれる。これを収めるも、そこに同じく人形を狙う暗黒シティ市長ジャッジ＝アンダクルスターが現れる。ジャッジを憎んでいたクロラットはカタナと協力し彼を殺害するが、ジャッジが死んだことで近くを飛んでいた機動戦艦の自爆コードが作動、カタナはクロバード＝ルル＝クロデイズに連れ去られる。クロラットは生きていたジャッジに「君はドリムゴードには決して辿りつけない」と電話で告げられ、機動戦艦の爆発に飲み込まれる。目覚めたカタナは実家であるシラバノ本社に戻ってきていたが抜け出し、1人でドリムゴードを探し続ける。
箱の中身の人形はドリムゴードに繋がる謎を秘めているとされナイツに追われていたが、本人はドリムゴードのことを覚えていなかった。カタナは空虎と市長軍の戦闘に巻き込まれるが、その中で人形を見つけ出し捕まえる。カタナたちはシラバノ本社ビルに戻るが、ナイツが現れ人形を奪おうとする。カタナはビルから脱出するため屋上へと向かい、道中で人形にグレイナインと名付けナイツの包囲網を突破していく。屋上へ辿り着くと空虎の攻撃を受け、その衝撃でグレイナインがビルから落下するが、機動戦艦の自爆に巻き込まれていた市長軍のユニックス＝F＝オディセウスに助けられる。同時にクロラットが姿を見せ、ナイツを撃退しながらグレイナインとともに逃走する。
ビルのナイツたちを操っていたカタナの姉レイピアを退け、クロラットとカタナはようやく再会する。レイピアはクロバードに殺害され、残るナイツが249人となったことでナイツ本部は「250人の日」の終了を宣言。以降を「100人の日」とし、その後も「10人の日」、「2人の日」とナイツの人数を絞り込んでいくことを発表した。宝暦2050年11月27日、ナイツがかつてない大規模な殺し合いを始める。市長軍はシラバノビルを占拠し、以前のシラバノビルの戦いでレイピアが使っていた機動兵器がドリムゴードそのものであることを知る。
ドリムゴードが発見されたことが公表されてから2か月後の3月31日、年に1度開かれる暗黒シティ最大のイベント「大暗黒祭」が開催され、ここでドリムゴードが一般公開されるという。カタナは見覚えのない場所でキィと遭遇し、キィから失われたドリムゴードを再構成しようという計画の存在を明らかにされる。クロラットは一般公開されたドリムゴードに近づくジャッジに異議を申し立て、ドリムゴードを追っていたのは手に入れるためではなく、破壊しジャッジに復讐するためだったことを明かす。クロラットはジャッジを敗北させるが、キィの罠にかかり死亡する。ジャッジはその場を立ち去ろうとするが、ナイツ権限をクロラットから引き継いだグレイナインに呼び止められ戦闘となる。
(SIDE:A) キィはクロバードに連れられ、元の世界へと戻る。ドリムゴードシステムは勝者であるクロラットがいないという矛盾を消去するため、クロラットを蘇生させる。1年後、クロラットはカタナとの再会を約束し、グレイナインとともに暗黒シティの外へ出発する。
(SIDE:B) 1年後。ジャッジはグレイナインにクロラットから届けられていた遺書を渡すが、グレイナインは「クロラットは生き延びている」として遺書を破り捨てる。グレイナインはクロラットの夢を叶えるため、暗黒シティの外へ出発する。

## 登場人物

### 主人公
クロラット＝ジオ＝クロックス
表の主人公。ナイツNo.250。頭は良いが、それ以外は全部駄目の癒し系最弱ナイツ。瞬間的な記憶力に特に優れ、一瞬見た景色などを寸分たがわず頭に叩き込むことが可能（ただしこれは暗黒シティでは珍しくない能力ではある）。かつてはジャッジとコンビを組んでいたが彼に殺され、紆余曲折を経て新たな体を手に入れた。かつては快活で、ジャッジを振り回すほどだった。SASHという世界や因果律をも左右するほどの能力を持つが、具体的にどんな能力かは不明。作中2度ほど、逃亡中に勝手に敵が全滅していたという現象が発生しているが、これに関しても不明。
その体は死んでもなお朽ちることがなかった魂に、たまたま近くに廃棄されていたグレイナインの兄弟たちが自身の体を差し出したことで得た継ぎ接ぎの体。そのため、身体能力が激減してしまっているが、生前の能力は魂に刻まれており、潜在能力を引き出すことができれば高い戦闘力を発揮する(ただし長時間の戦闘は体がもたない)。
作者の別漫画「クラウン」にはクロラットと思しきキャラが番外に登場している。
コンセプトは「サブキャラのような主人公」。
カタナ＝シラバノ
裏の主人公。大企業「シラバノグループ」の次期総裁。陽気で人懐っこい性格で面倒見もよいが、その心の奥底に深い悲しみと空虚を抱えている。多次元交信能力といわれる特殊な能力を持つ。弱点は乗り物とアルコールで、酔っ払うと笑いながら周囲に甚大な被害を引き起こす。このため、クロやヴィオなどはとにかく酒を飲まさないようにしている。
コンセプトは「主人公のようなヒロイン」。
グレイナイン
真の主人公。REIドールと呼ばれる人形。とある事件ののち、クロラットたちに拾われる。REIドールDGシリーズ9番機。名前はカタナに名づけてもらった。カタナを「マスタ」、クロラットを「先生」と呼ぶ。体全体に纏っている文様が書かれた包帯は出力制御用のリミッター。ある事件で記憶喪失となっている。
後にクロラットの「真夜の鍵」を武器とするが、作中ではそういう描写はない。
読者視点に近い主人公だが、本格参戦は3巻仲間になるのは4巻になってから（作者は彼女が仲間になるまでを1巻に収めるつもりだった）。

### 主人公の関係者
ナイツたちは「100人の日」以降に大量に死亡しているはずだったが、様々な事態により多く生存していた。
クインス＝レイシード
ナイツNo.44。暗黒シティ三強の一人。食道楽。REIソーサーと呼ばれる万能の力を持つ。その力は途方もないほど強力な半面、全てに対して無気力になってしまうという反動が存在する。
カグヤ＝バンブトリノ
ナイツNo.46。クインスと行動を共にする和装の女性。骨董品の蒐集家。さる組織の命令でクインスの監視をしている。「2人の日」には本来の制服と思われる格好になっている。その後、生きていて呑気に酒盛りしているクインツに怒りをあらわにしていた。
シャド＝ヘビメイト
ナイツNo.86。通称必殺の騎士。暗黒シティにおける戦闘力は中堅程度。悪人狩りが趣味で泳ぎが苦手。十字型の刃をした斧槍「星のハルバード」を持つ。表向きは正義のヒーローだが、裏では暗黒シティの最上階級層の人間を誅殺するテロリスト。過去市長軍に所属していたことがあり、ホムロとユニックスとともに同じ人物の元でチームを組んでいた。
復讐屋という人物に狙われていたが、これを撃退。復讐屋がどういう経緯か用意したもう一つの星のハルバードを入手し、ツインハルバードとなった。
アーレン＝マーサレットゥア
ナイツNo.20。元医者で現在は医師免許も捨て医院も閉じているが、いまだに患者が来る。クロラットのかかりつけの医者。
エト＝アイル
クロラットが住んでいるアパートの隣人。クロラット以上の天才。ホムロの所属する革命結社の首領である。
レイピア＝シラバノ
ナイツNo.242。カタナの姉。魔導コンピューター開発メーカーシルヴァニアブレイン社社長にして本人も魔導コンピューターのスペシャリスト。かつてのシラバノの栄華を取り戻すために、カタナに対して10年以上かけて教育という名の洗脳を施していた。その行為はカタナの精神を限界まで追い詰めることとなったが、全ては彼女なりにカタナを想ってやっていることであり、レイピア自身はカタナに対して歪んでいるが強い愛情を持っている。
カタナを手中に収めるも、クロラットによって奪還される。自棄を起こして二人を狙撃して殺害しようとするも、これを阻むためにクロバードに殺害される。なお、クロバードは元々彼女の父親からドリムゴード計画を進めるために誰かしらを殺害するように指示を受けていたが、彼女を殺害することになるとは思わなかった様子。最初のナイツ死亡者出現により、ナイツがお互いを殺し合うバトルロイヤルへと突入した。
ロージュ＝ポリリーフ
ナイツNo.154。クロラットの友人。大砲使い。押しは弱いが温厚な性格で友達思い。裏表のない性格。また、優しく幼い顔立ちをしており女性と間違えられることも多い。恋人のセフィを助けるために多額の借金を抱えており、その返済のため借金をしている死鎌金融から脅される形でナイツに入る。ナイツに入る際は烈火の鍵を譲ってもらうという形でクロラットに助けられた。もともと戦闘経験などなかったが、才能はあったようでナイツの任務の中で優れた射撃センスを開花させる。なお、彼の銃器は後にセフィの手に渡る。
セフィは当初憔悴していたが、気力を取り戻し、形見の銃器と自分の銃器を振り回す「ダブルブレイド」として活躍した。
ヴィオレッタ＝ザ＝カーストーン
ナイツNo.249。カタナの数少ない友人の一人。魔法学士。クロラットと昔の教え子で、恋人同士だったことがある。恋人関係は彼女が振るという形ですぐに破綻したが、そう仕組んだのはクロラットの方らしい。いくらか未練があるようだが、大概クロラットにはきつく当たっている。また、攻撃的な言動ゆえに誤解を受けるが、本人はとても優しい性格で人を傷つけることを好まない。
実はオリジナルのヴィオのコピー体であり、本体とは五感のみつながっている形である（感情などは継承されない）。2人の日では、この本体が登場した。なお、本体はあまり長期間戦闘はこなせない模様。コピーとの違いとして、コピーが台詞の所々にカタカナが混じっていたのに対して、本体はそういった表記はされない。

### 市長・市長軍
ジャッジ＝アンダクルスター
ナイツNo.100。暗黒シティ市長。特殊能力として、触れたものを自在に支配し消滅させることすら可能な「支配者の右腕」と炎を発する「烈火の左腕」を持つ。なお、支配者の右腕は生来の能力ではなく、クインツのREIソーサーの力を薄めて移植したもの。作者曰く「豪放磊落唯我独尊な男」。己の野心に忠実に生きており、傍若無人な振る舞いが多い。だが、癖が強すぎる暗黒シティの面々をまとめているという意味では市長としての能力は高かったようである。
少年のころのクロラットとコンビを組んでいたが、クロラットがドリムゴードシステムに近づきすぎたことで彼を殺害した。現在でも友人のように話しかけているものの、クロラットからは遠まわしに毒づかれている。
パーパロウ＝ミナモト
市長軍最高位軍神にして、歴戦の勇者。トモエの祖父。齢90を超えるが未だに現役。子沢山孫沢山だったが、トモエを除き全員死亡している。クロラットと面識があり、彼のことを大層気に入っており、クロラットをトモエの入り婿にしようと日々画策している。ミナモトの家の人間には破邪の力が宿り、悪人悪党に対しては絶大な戦闘力を発揮する。
潜在能力を引き出す特殊な刀を所持しており、「2人の日」に最終決戦へ赴こうとするクロラットがどういうわけか手にしていた。
カーメン＝フィーツタン
市長軍四獣王第一位で機動獣機バルクームの使い手。常に顔の半分を仮面で隠した無口な人物。精神交換能力の持ち主で他者の思考を感じ取ることが出来る。魔法使いとしての実力はヴィオレッタを大きく上回り、様々な魔法を使いこなす。ちなみに、クロラットとは面識がある。
なお、4体の機動獣機には合体機構が存在しており、バルクームとフェルコーンが合体可能であることが語られている。
ユニックス＝F＝オディセウス
市長軍四獣王第二位であり、フェルコーンの操縦者。天の騎士。自称クロラットの親友。かつて相当なことをしていたらしく、暗黒シティ最悪の男とすら呼ばれており、ほとんど友人がいない。
トモエ＝ミナモト
市長軍四獣王第三位であり、ケルヴェロードの操縦者。市長軍最高位である軍神パーパロウの実の孫。かつての四獣王キリア＝ミナモトは彼女の姉である。努力家であり、入隊後わずか1年で四獣王まで昇りつめた。クロラットに一目惚れしており、彼の前では思わず赤面してしまう。なお、彼女が彫れるきっかけになったのはクロラットがとある事件を解決したのがきっかけで、自分でもやばいと思うくらいに決まっていたらしい。
ファンエン＝コーガル
市長軍四獣王第四位であり、機動獣機エンキヌマーンを従える戦士にして軍師。戦果の面ではトモエに一歩劣るものの、実力はトモエを大きく上回る。実は神聖革命結社からのスパイではあるが、彼の真意がどこにあるかは不明。

### 空虎
ホムロ＝カガリビ
武装盗賊団「空虎」の首領。カガリビは偽名であり、実はジャッジ市長の息子である。彼の発火能力は父親譲りと言える。かつては市長軍に所属し、当時の四獣王キリア＝ミナモトの直属の部下であった。通称、烈火の騎士。紆余曲折ありキリアと婚約する仲になったものの、後に大崩落事件と呼ばれる大事件でキリアが戦死。それ以後、反市長軍勢力である空虎に所属する。

### その他の人物
キィ＝ヒストウォーリー
物語のストーリーテラー。その正体はドリムゴードシステムによって分けられたカタナそのもの。ドリムゴードシステムの管理者として死ぬべきではない人物（主にジャッジ）が死んだ場合など修復・記憶改ざんなどを行い、強制的にストーリーの流れを調整していた。空から俯瞰する形で状況を把握しているものの、全知という訳ではなく2人の日までに多くのナイツが水面下で生存していることに気付いていなかった。
ただし、介入能力はREIソーサーの超劣化版である支配者の右腕には劣り、クロラットが切り飛ばした右腕を使って逆に介入して機能停止した。
ドリムゴードシステムとは、秘密裏ではすでに失われてしまったことが判明している秘宝ドリムゴードを自ら作り出すために建造された装置。これを稼働させるには250人近い個性あふれる人間の魂を使う必要があるらしく、ナイツという集団も全てジャッジを勝者としたドリムゴード創造のための生贄である。秘宝の鍵も、真夜の鍵以外はすべて業者に作らせた偽物。
その端末の一つをレイピアが自身の兵器として運用していたが、後に軍が接収した際にカーメンがこれを「ドリムゴードそのものである」と暴露。端末を表舞台に出してのセレモニーを開く羽目になった挙句、肝心のジャッジが脱落し、捧げるはずのナイツたちは何人も生存していた上、キィの悪あがきで最終勝者のはずのクロラットは死亡、さらにはクロバードの介入でキィも舞台から降りたことでシステムは完全に破綻した。
クロバード＝ルル＝クロデイズ
ナイツNo.001。謎の人物。シラバノグループ総帥・ツルギ＝シラバノの下で隠密裏に行動する。真夜の鍵の片割れであるはずの闇夜の鍵を武器として振るう。カタナを守るような行動が多いが、その正体はかつてのクロラットその人であり、かつて殺された際にたまたまドリムゴードシステムに取り込まれ作中の時代に召喚された。この際に自身の時間がずれてしまったらしい。この世界に出現する前に様々な世界を放浪した結果、人間のそれとは異なる体となっている。ツルギの命を受けて動いていた理由は不明だが、その目的はキィを探し出し、元の世界に戻ることである。

## 書誌情報
1. ISBN 4-901926-75-6 2003年9月9日発行
2. ISBN 4-86127-030-8 2004年4月10日発行
3. ISBN 4-86127-090-1 2004年12月10日発行
4. ISBN 4-86127-145-2 2005年6月10日発行
5. ISBN 4-86127-220-3 2006年1月10日発行